# Тарлаг
Тарлаг (тув. Тарлаг) — сільське поселення (сумон), що входить до складу Пій-Хемського кожууна Республіки Тива Російської Федерації. Має статус центру сумона. Відстань до Турана 36 км, до Кизила — 80 км, до Москви — 3836 км.

## Населення
Населення сумона станом на 1 січня року
| Рік    | 2011 | 2012 | 2013 | 2014 | 2015 |
| ------ | ---- | ---- | ---- | ---- | ---- |
| Насел. | 488  | 495  | 481  | 473  | 468  |